# 佛坪县
33°34′N 107°59′E / 33.567°N 107.983°E
佛坪县是中国陕西省汉中市所辖的一个县。区域总面积为1279平方公里，人口約3万人，为陕西省人口最少的行政县。
该县在汉中市境内的东北部，东与安康市宁陕县、石泉县相接，北与西安市周至县和宝鸡市太白县相邻，西南与洋县相连，与汉中市政府驻地直线距离约150公里，与西安直线距离约200公里。在古代，有傥骆、子午道两者，今有108国道和西汉高速公路穿过县境内，被称作是“大熊猫的故乡”和“中国山茱萸之乡”。

## 地理
佛坪县地处秦岭山脉中段、南坡山峦腹地。秦岭山脉主脊横亘在县境内北部，境内山峦起伏。佛坪县南北长约54.05公里，东西宽约50.25公里。
全佛坪县地形总体上呈现出西北高、东南低的特点。县北部边界沿的秦岭主脊从西到东有黄桶梁、光头山两者，是南北麓分水岭，同样是长江和黄河两流域的分水岭；其之东有天花山、老庵子两者；其之西有烂店子梁、观音山两者；其之中部有鳌山、文观庙梁两者蜿蜒曲折，连接着娘娘山之主峰，这就形成了倒挂的“山”字型架构。
该县因山而导致东西相隔，汇合为金水、椒溪两个水系。蒲河属于过境水，与椒溪交汇于三河口。三条河道纵横穿贯全县。
山体多显现出中切峡谷，沟壑、群峰排布在其中。山谷中河流两岸分布着大小不同的洪积、冲积、淤积台地，地势较为平坦，是基本农田的分布区。
该县气候为暖温带气候，特征为有着显著的山地森林小区气候，因而成为了特别的亚热带北缘山地暖温带湿润季风气候。由于方向呈东西的秦岭主脊起着屏障作用，让全县境内气候明显区别于北麓，是中国南北气候分界线地带。
全年气候温和，夏天没有酷暑，冬天没有严寒，春季冷暖不断交换，气温回升较为缓慢，雨少且偏旱；夏季多有洪水，秋季多有淋雨；冬季雪雨稀少，较为干燥。

## 人口
汉中市第七次全国人口普查主要数据公报显示：佛坪县常住人口为26597人，男性人口占比52.52%，女性人口占比47.48%，年龄结构中0-14岁占比16.24%，15-59岁占比61.08%，60岁以上占比22.68%，65岁以上占比16.46%。

## 行政区划
佛坪县下辖1个街道办事处、6个镇：
袁家庄街道、陈家坝镇、大河坝镇、西岔河镇、岳坝镇、长角坝镇和石墩河镇。

## 交通
公路： 108国道、 京昆高速过境。
铁路：西成客运专线在此设佛坪站。

## 文化
- 民歌，全县境内民歌广泛分布在各个区域，在各个地方皆有流传，特别是高山地区为最。民歌体裁多种多样，像是三言、四言、五言、六言、七言、八言，或是三起头，四句开，五句体、六句落，或是长达几千句的长篇记叙体。其形式有单人唱，二人对唱，有一领众唱等等。
- 社火，也被称作“哑巴戏”。该县清代到民国时期，石墩河、大河坝、十亩地以及陈家坝、袁家庄等等地区有地社火、平台社火两者流行，大河坝也有高台社火流行。社火都是选择秦腔其中的一些剧目的折子戏来扮演，像是《白蛇传》、《五典坡》、《送京娘》、《保皇嫂》等等。[8]

## 旅游
- 佛坪国家级自然保护区，地处于佛坪县西北部，位于秦岭中段南麓，四周和陕西省龙草坪林业局、周至国家级自然保护区、老县城自然保护区、太白林业局、长青国家级自然保护区以及佛坪县岳坝乡连接，东西北三面皆以山脊作为边界，南侧则按照山脊、河流或者是道路划分。东西纵深约24.8公里，南北横延约22.0公里，整个保护区面积约29240公顷。于2004，保护区加入联合国教科文组织的“世界人与生物圈保护区网络”，且获得世界旅游组织的“绿色环球21”认证。中国生物多样性保护基金理事会批准其成为生物多样性示范基地。在中国的约2000个自然保护区之中，其是中央部门直接管理的三个保护区之一，有荣膺中国“首届梁希科普奖”。[9]

## 特产
银杏、山茱萸、天麻。佛坪山茱萸为中国地理标志产品。